# Видрник
Видрник, або Видрнік (словац. Vydrník) — село в Словаччині, Попрадському окрузі Пряшівського краю. Розташоване в північній Словаччині в західній частині Горнадської угловини.
Уперше згадується у 1294 році.
У селі є римо-католицький костел з 1801 року в стилі класицизму, збудований на місці старшого готичного костелу з 13 століття.

## Населення
| Рік:            | 1994. | 2004.    | 2014.    | 2024.    |
| --------------- | ----- | -------- | -------- | -------- |
| Кількість осіб: | 846   | 974      | 1162     | 1343     |
| Різниця:        |       | +15,13 % | +19,30 % | +15,57 % |

| Рік:            | 2023. | 2024.   |
| --------------- | ----- | ------- |
| Кількість осіб: | 1320  | 1343    |
| Різниця:        |       | +1,74 % |

У селі проживає 1096 осіб.
Національний склад населення (за даними останнього перепису населення — 2001 року):
- словаки — 96,66 %,
- цигани — 3,12 %,

Склад населення за приналежністю до релігії станом на 2001 рік:
- римо-католики — 99,11 %,
- греко-католики — 0,22 %,
- протестанти — 0,22 %,
- не вважають себе вірянами або не належать до жодної з вищезгаданих конфесій — 0,44 %